# Languedoc (provincie)
Languedoc (eigenlijk Langue d'Oc) was tot aan de Franse Revolutie een zelfstandige Franse provincie, voortgekomen uit het graafschap Toulouse. Languedoc grensde aan provinciën Guyenne-et-Gascogne in het westen, Auvergne en Lyonnais in het noorden, Dauphiné, graafschap Venaissin en Provence in het oosten en de Middellandse Zee, Roussillon en Pays de Foix in het zuiden. In 1790 werd deze provincie opgedeeld in de departementen Ardèche, Aude, Gard, Hérault en Lozère. De Languedoc is tegenwoordig verdeeld over de regio's Auvergne-Rhône-Alpes en Occitanië.

Huidige Franse departementen in de voormalige Languedoc